# Geoperingueyia platypoda
Geoperingueyia platypoda är en mångfotingart som beskrevs av Lawrence 1963. Geoperingueyia platypoda ingår i släktet Geoperingueyia och familjen storjordkrypare. Inga underarter finns listade i Catalogue of Life.